# Tumbezia
Genre
Tumbezia est un genre d'oiseaux de la famille des Tyrannidae.

## Liste des espèces
Ce genre est monotypique selon la classification de référence du Congrès ornithologique international (version 9.1, 2019) :
- Tumbezia salvini (Taczanowski, 1877) – Pitajo de Tumbes